# Ratno Timoer
Ratno Timoer ibland även Ratno Timur, född 8 mars 1942 i Surabaya, död 22 december 2002 i Jakarta (stroke), var en indonesisk skådespelare och regissör.

## Filmografi
- 1988 – Revenge of the Ninja (regissör)
- 1987 – Neraka perut bumi (även regissör)
- 1985 – Sunan Kalijaga & Syech Siti Jenar
- 1984 – Golok setan (regissör)
- 1984 – Koral je justicier (regissör)
- 1983 – Lebak membara
- 1982 – Nyi blorong
- 1982 – Sangkuriang
- 1972 – Pedakar bambu kuning
- 1968 – Jakarta-Hong Kong-Macau